# 鲍尔巴赫
鲍尔巴赫（德語：Bauerbach，發音：[ˈbaʊɐˌbax]）是德国图林根州施马尔卡尔登-迈宁根县曾经的一个市镇，总面积6.04平方千米，2010年12月31日总人口为252人。2012年1月1日，鲍尔巴赫并入市镇格拉布费尔德。